# Gustav von Alvensleben
Gustav von Alvensleben (Eichenbarleben, 1803. szeptember 30. – Gernrode, 1881. június 30.) német katona. Constantin von Alvensleben bátyja.

## Életpályája
A Porosz Királyságban született, 1821-ben lépett be a hadseregbe. 1849-ben részt vett a badeni felkelők ellen vezetett hadjáratban. Itt kötött barátságot a porosz trónörökössel, a későbbi I. Vilmos császárral.
1861-től I. Vilmos német császár főadjutánsa és személyi tanácsadója lett, e minőségében írta alá 1863. február 8-án Szentpéterváron Gorcsakov orosz külügyminiszterrel az Alvensleben-egyezményt, amelyben Poroszország támogatta az 1863. januári lengyel felkelés leverését, Oroszország pedig szabad kezet adott Bismarcknak a Német Szövetség ügyeiben.
Alvensleben tábornok végigharcolta az 1866-os ausztriai és az 1870-71-es francia hadjáratot, mint a porosz IV. hadtest tábornoka.